# San Lorenzokathedraal

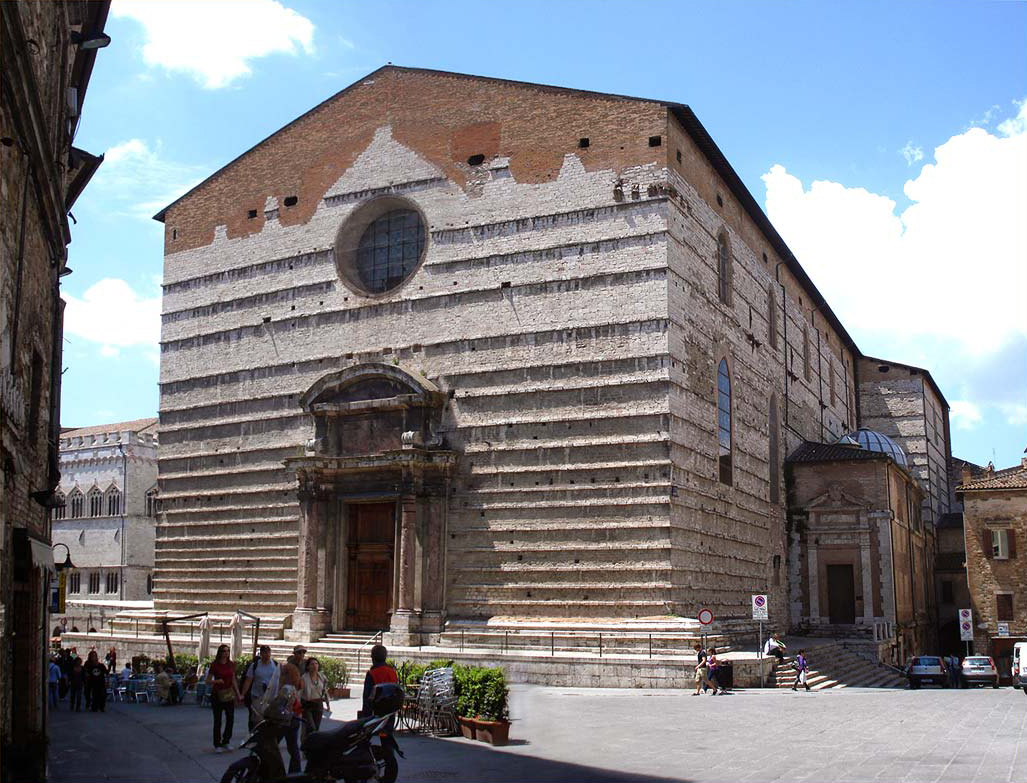
Dom van Perugia

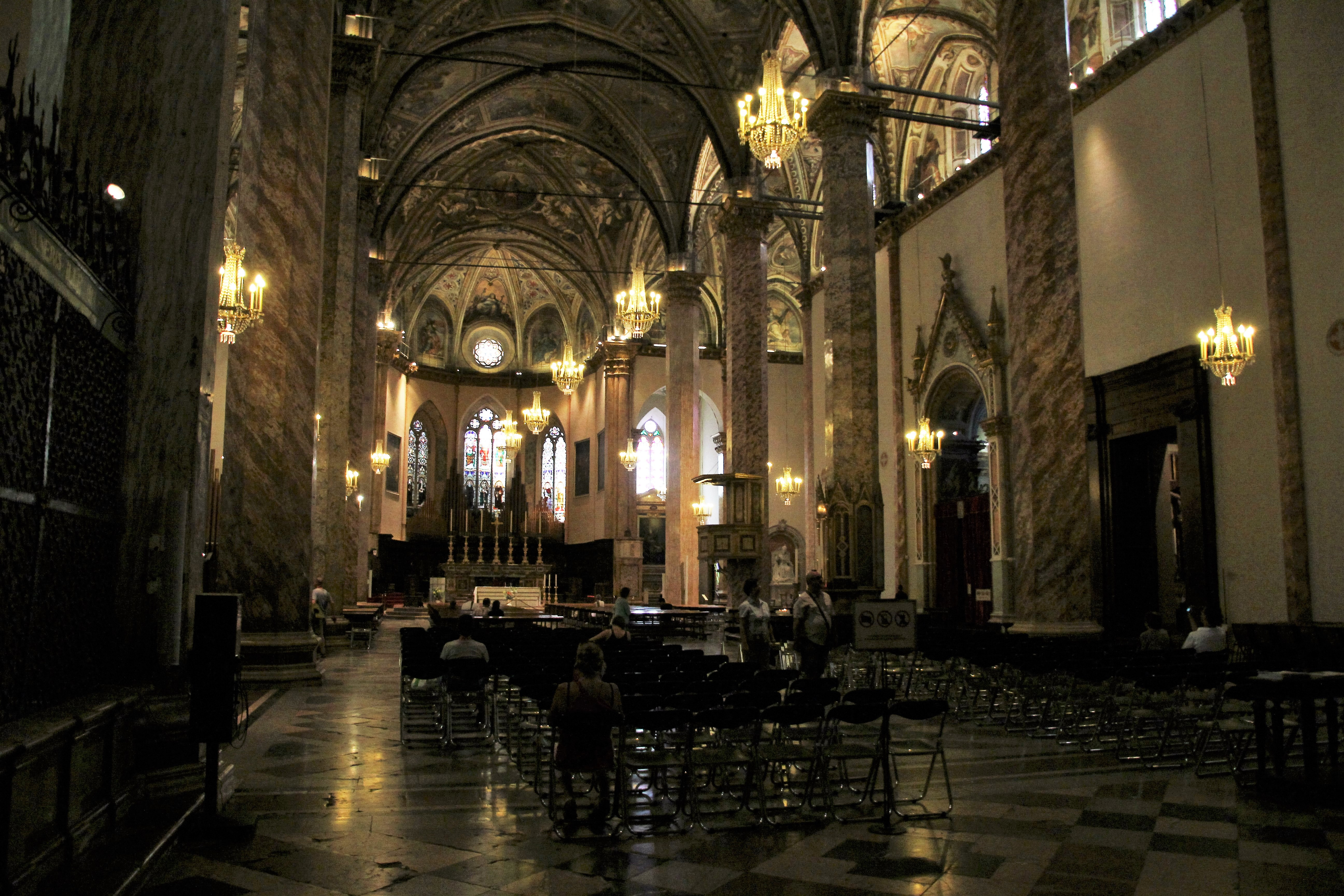
Interieur

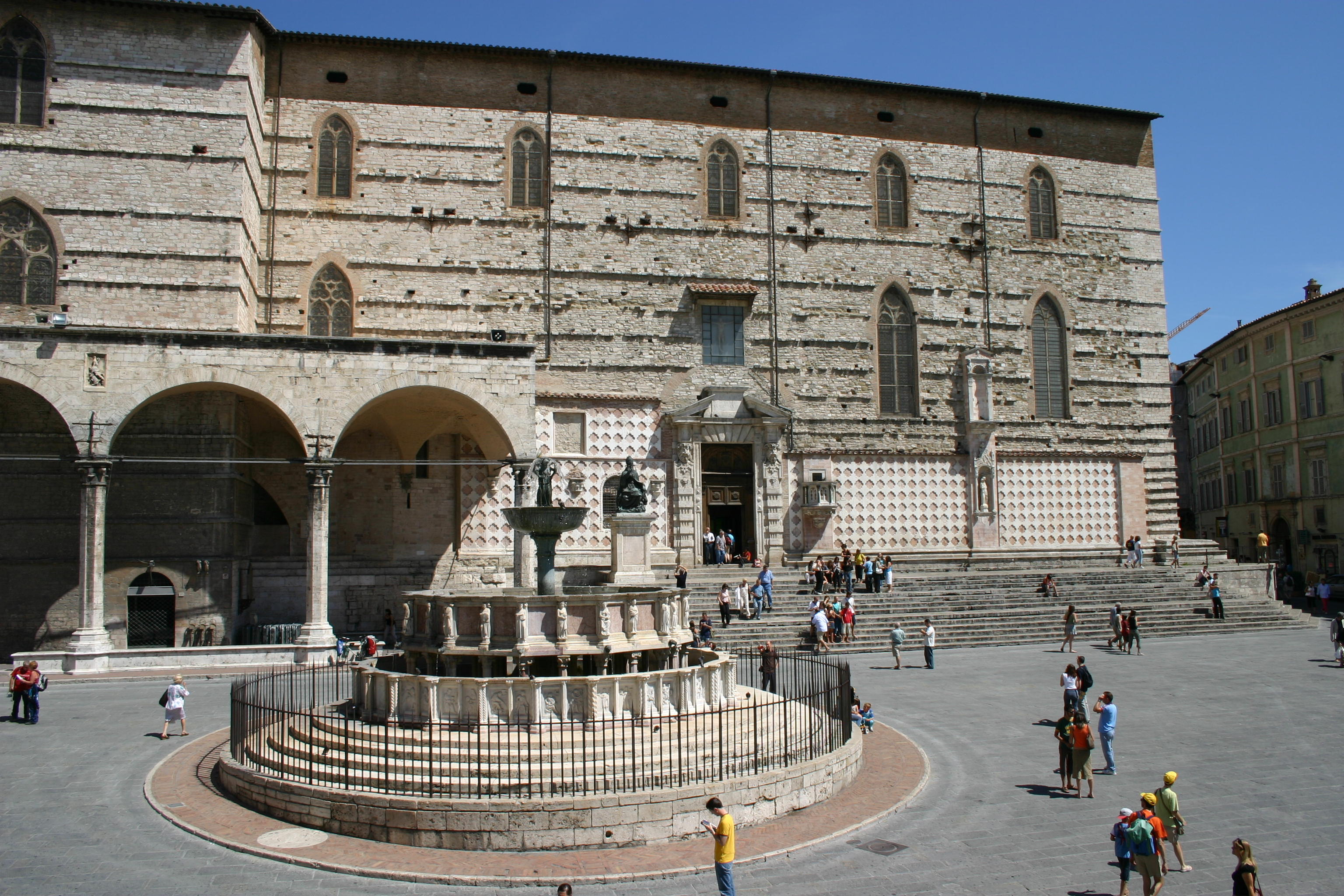
Zuidelijke muur met de Loggia di Braccio links en de Fontana Maggiore (voorgrond)

De San Lorenzokathedraal of Dom van Perugia in het historisch centrum van de Umbrische provinciehoofdstad Perugia is de kathedraal van het rooms-katholieke aartsbisdom Perugia-Città della Pieve. De architectuur en inrichting zijn het gevolg van een bouw- en herbouwperiode die duurde van de 12e tot en met de 19e eeuw. De kerk is gewijd aan Laurentius van Rome.

## Geschiedenis
De oorsprong van het bisdom Perugia is terug te voeren tot de 2e eeuw. De oudste overblijfselen van de kathedraal uit de 9e tot 12e eeuw zijn in het huidige gebouw niet meer te zien. De rond het jaar 1300 geplande bouw in gotische stijl werd in 1345 begonnen en in 1490 afgerond. In de 16e eeuw werden portalen en kleine uitbreidingen toegevoegd, in 1606 volgde de campanile. De ruwe buitenmuren tonen in de 21e eeuw een nog niet afgewerkte indruk. De voorgevel ligt aan het Piazza Danti, het koor bevindt zich aan de westzijde.
Tot de kathedraal behoren gebouwen van het Domkapittel en het seminarie. In Perugia vonden de conclaven van 1216, 1265, 1285, 1294 en 1304–1305 plaats. De pausen Innocentius III, Urbanus IV en Martinus IV overleden in Perugia en werden in de Dom bijgezet. Innocentius en Urbanus werden later in Rome resp. Troyes herbegraven. Van Julius III, die voor zijn pausverkiezing pauselijk legaat en gouverneur van Perugia was, maakte Vincenzo Danti in 1555 een bronzen beeld, dat bij de zuidelijke ingang staat.

## Architectuur
De gotische bouw heeft de vorm van een driebeukige hallenkerk met een dwarsvleugel en een veelhoekige apsis. Het grondplan en de opbouw zijn georiënteerd op de ongeveer een eeuw oudere, niet in de oorspronkelijke vorm bewaard gebleven bedelordekerk San Domenico in Perugia.

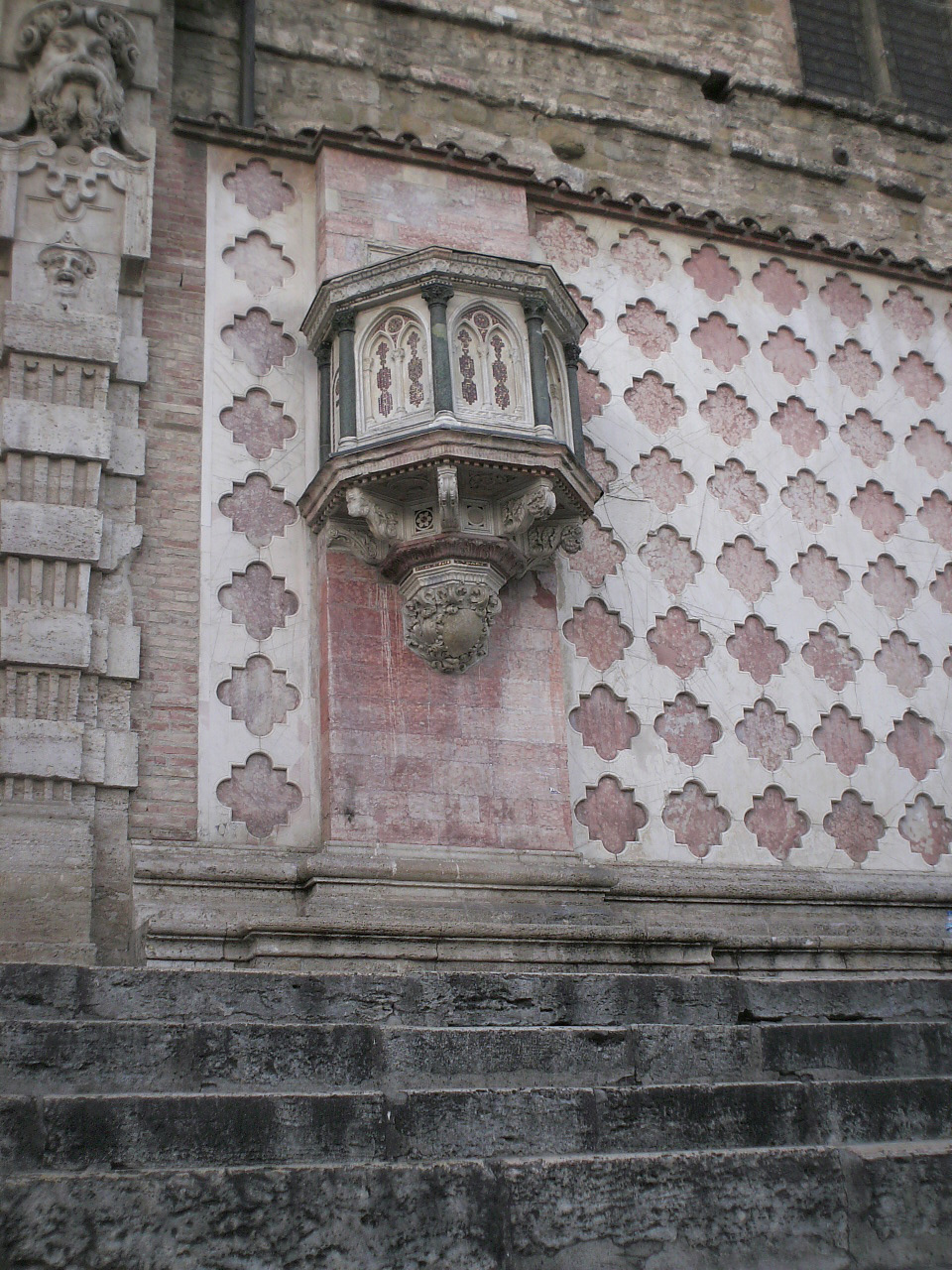
St. Bernardinus' preekstoel

De voorgevel aan het Piazzi Danti bevat vrijwel geen versieringen, de lange gevel aan de zuidzijde springt meer in het oog. Een brede trap voert hier naar de zijingang, waar zich het barokke portaal bevindt, ontworpen door Galeazzo Alessi in 1568, en een houten crucifix van  Polidoro Ciburri (1540). het bronzen beeld van Paus Julius III staat links van deze ingang. Rechts van het portaal is een kleine kansel aan de buitenmuur bevestigd, die uit oudere delen is samengesteld en versierd is met cosmati-mozaïek en vanwaar in 1425 en 1427 de Franciscaner heilige Bernardinus van Siena predikte. Links van het portaal staan de vier arcades van een loggia uit 1423.

## Inrichting
De overvloedige inrichting van de kerk is overwegend afkomstig uit de late renaissance en de vroege barok, de glas-in-lood ramen zijn uit de 16e en 19e eeuw, de gewelven werden in het laatste deel van de 18e eeuw geschilderd. De eerste kapel in het rechter zijschip is gewijd aan de heilige Bernardinus. Hier is de kruisafname van Federico Barocci (1569) te zien, een van zijn belangrijkste werken. In 1565 ontwierp de Vlaamse schilder Hendrick van den Broeck het venster met de prekende Bernardinus.
In de sacramentskapel staat een altaarbeeld met Pinkstermotief van Cesare Nebbia (1536–1614).
Achter een smeedijzeren hek ligt de Jozefskapel, waarin de legendarische trouwring van Maria in een vergulde tabernakel wordt bewaard.  
Vermeldenswaard zijn de schilderijen Martelaarschap van de heilige Sebastiaan door Orazio Alfani (1576), Steniging van Stefanus door Giovanni Baglione (1608), en Moeder Gods omgeven door heiligen van Giovanni Scaramuccia (1616). De koorbanken uit de jaren 1486–1491 werden in 1985 door brand beschadigd. Rechts van het priesterkoor ligt de sacristie, met fresco's uit de jaren 1570.

## Galerij

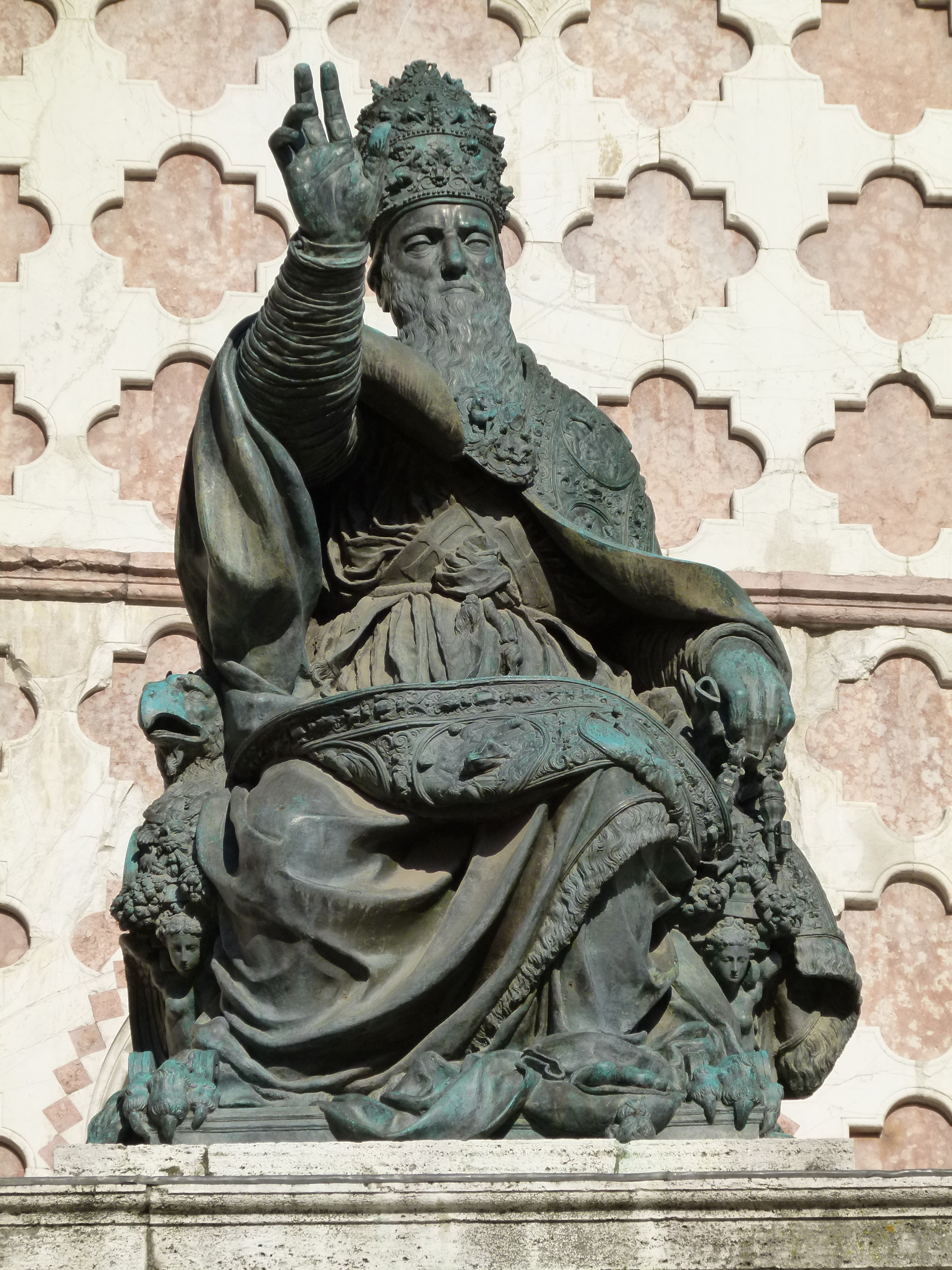
Beeld van Julius III
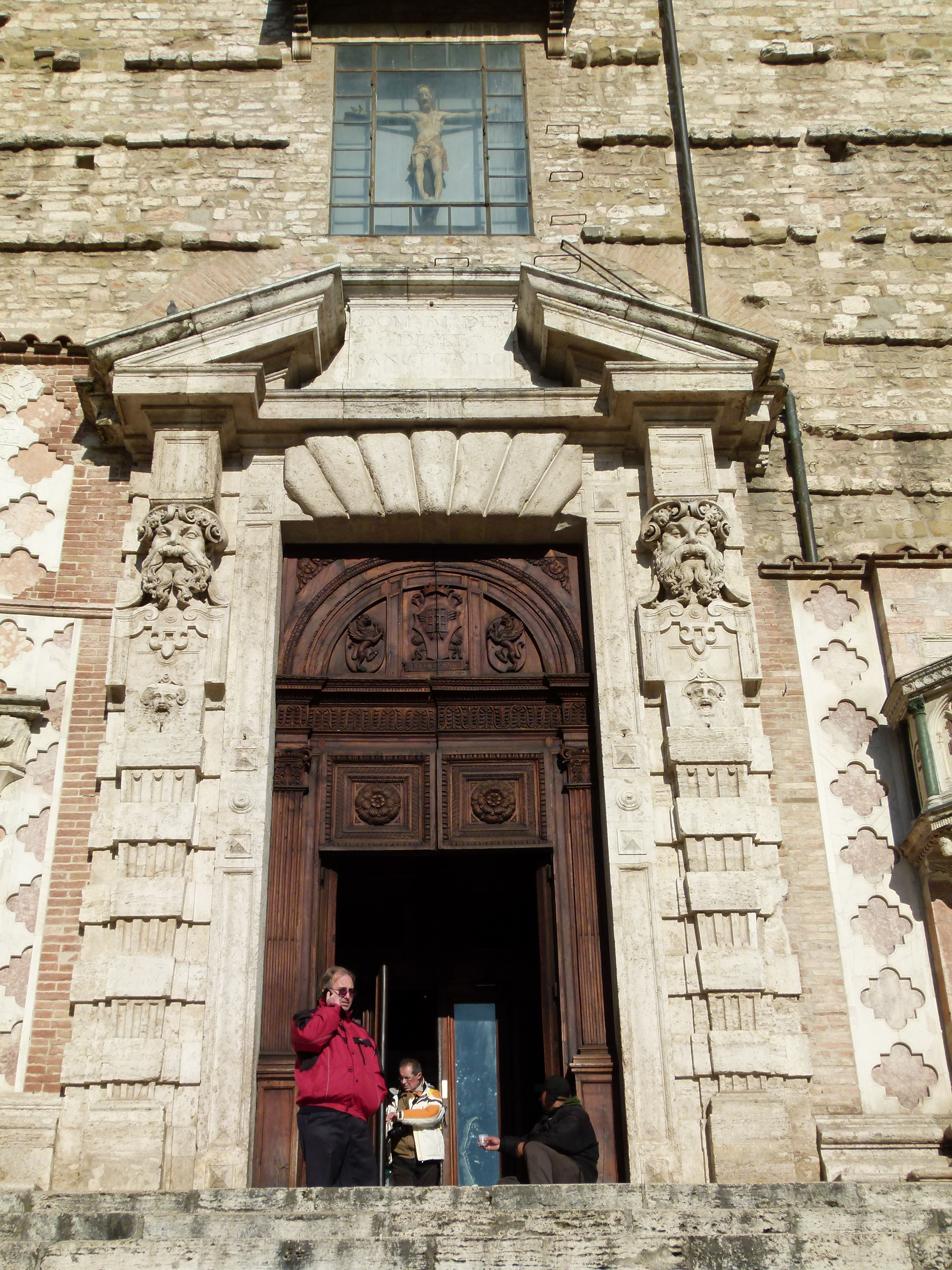
Zuidingang
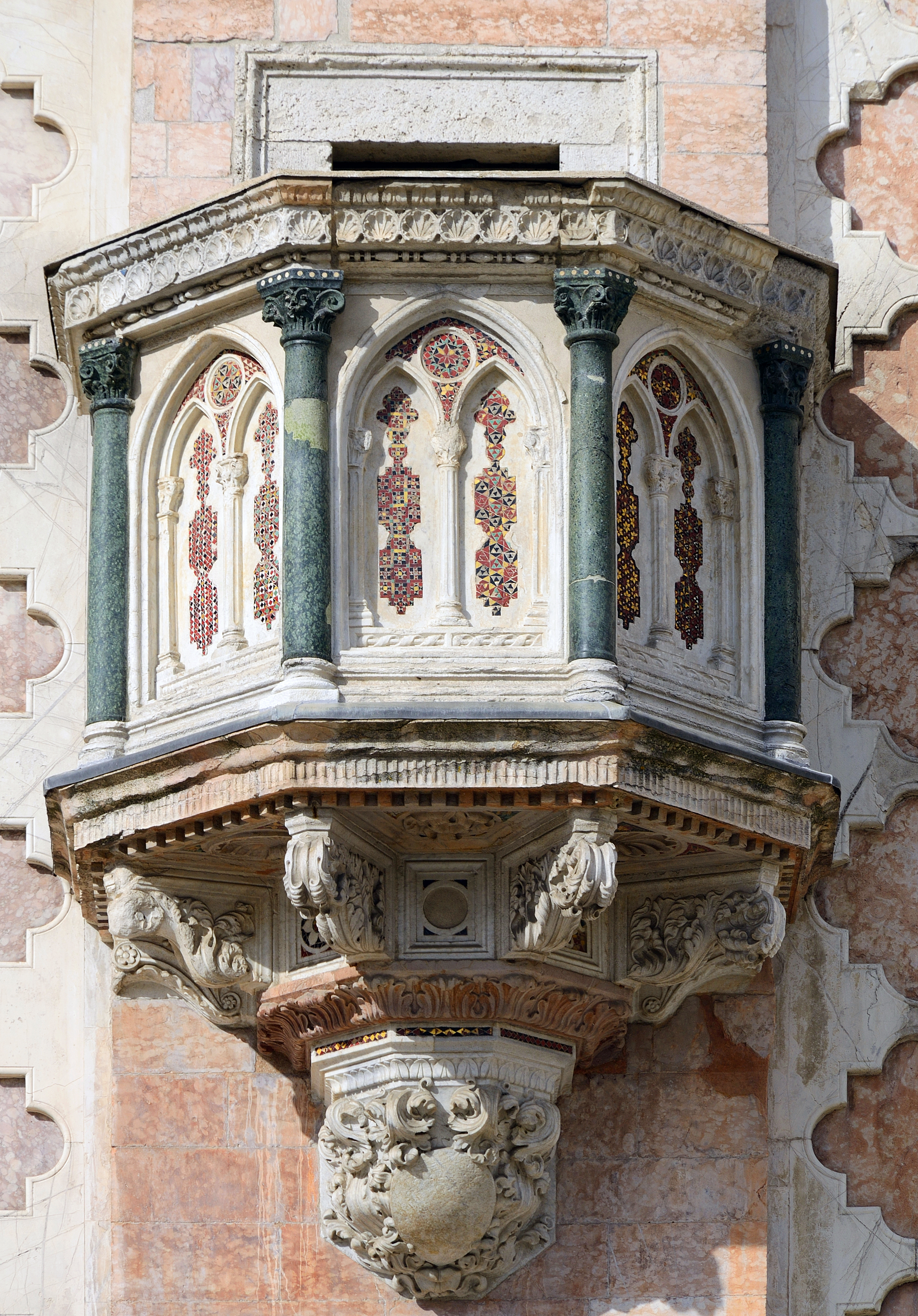
Preekstoel van Bernardinus
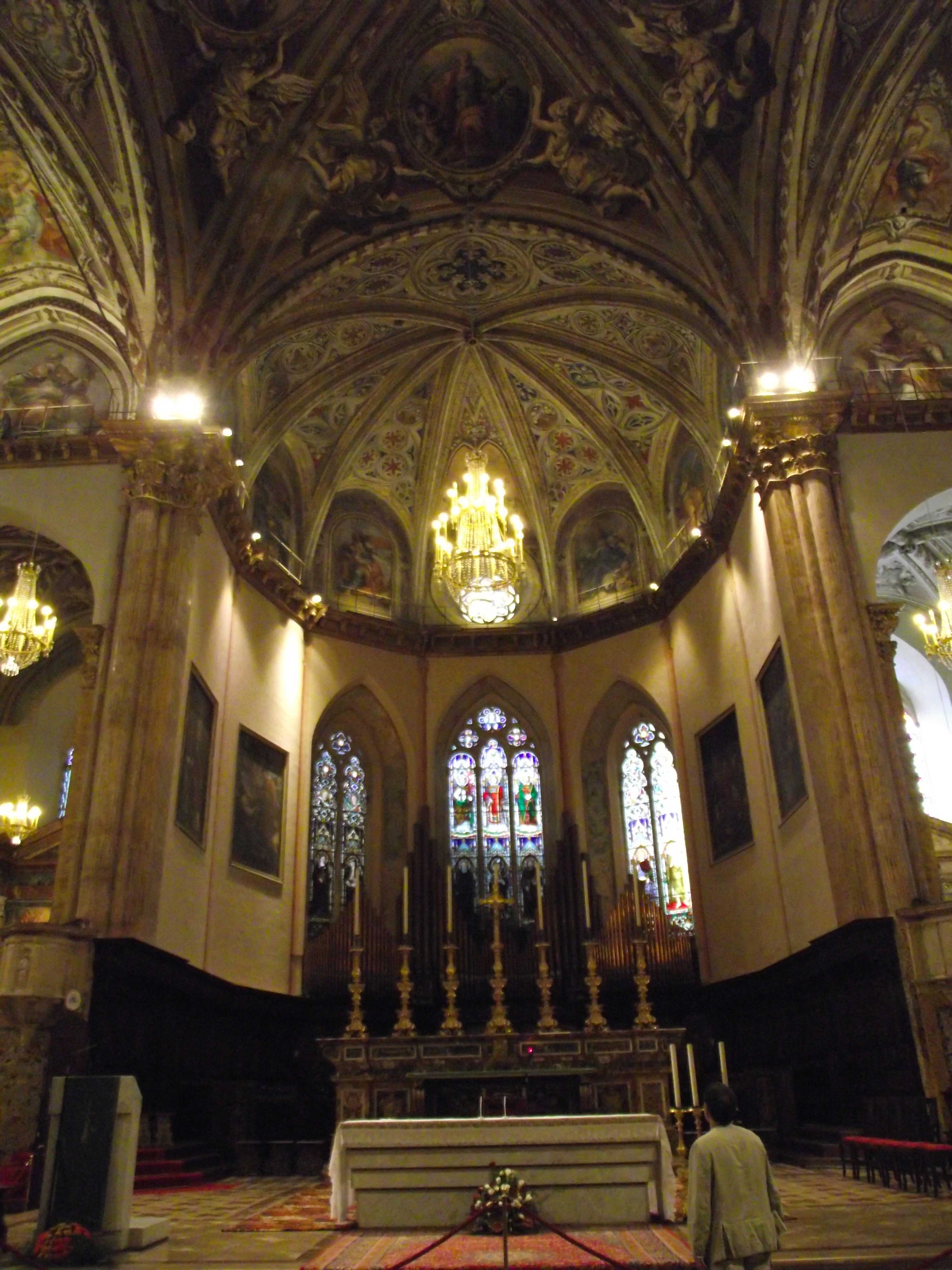
Priesterkoor
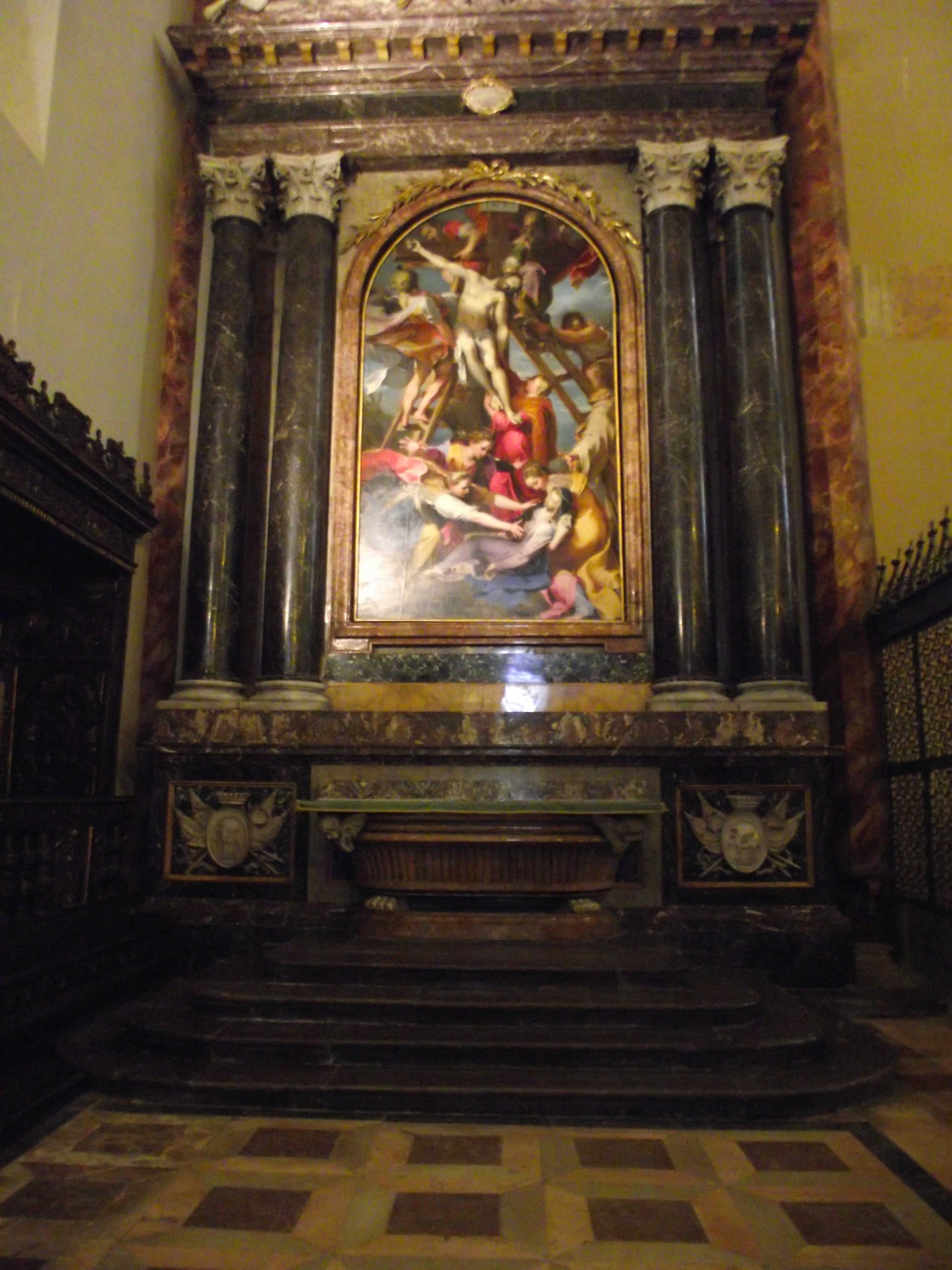
Kapel van Bernardinus met kruisafneming door Federico Barocci.
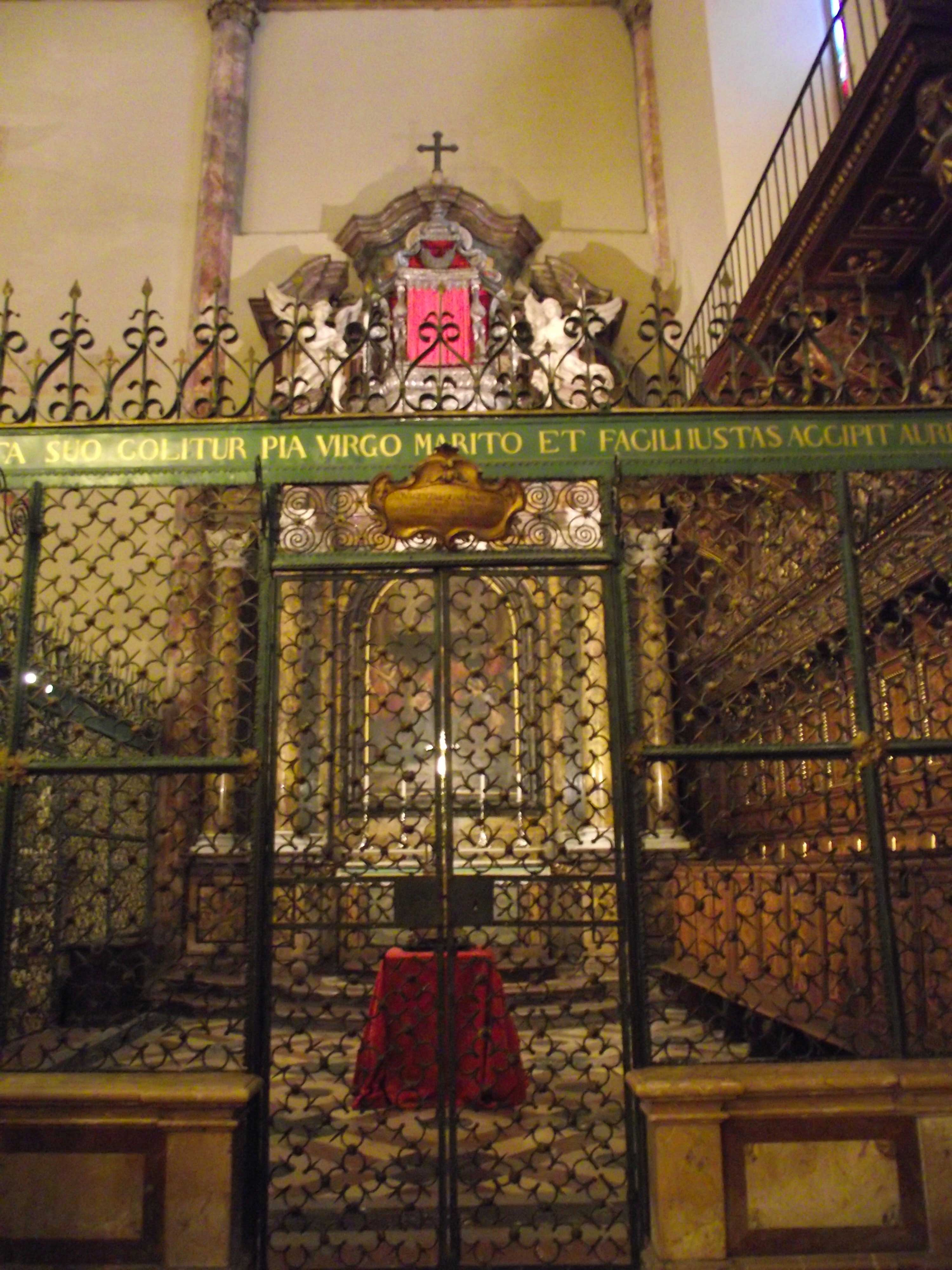
Jozefkapel
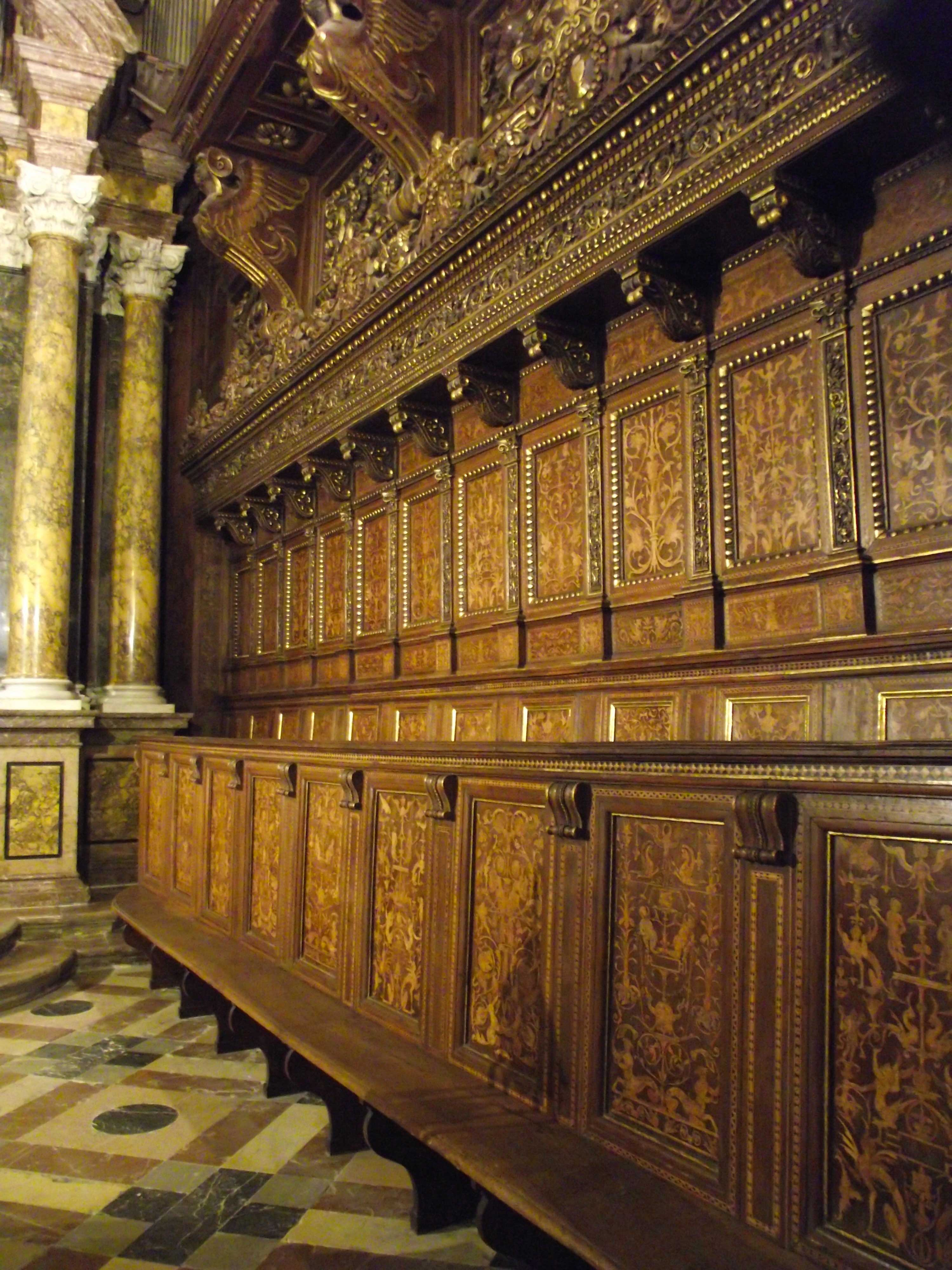
Jozefkapel